# 纳皮尔环形山
纳皮尔环形山（Neper）是月球正面位于界海南岸的一座古老撞击坑，约形成于39.2-38.5亿年前的酒海纪，其名称取自苏格兰数学家、物理学家兼天文学家约翰·纳皮尔，1935年被国际天文学联合会批准接受。

## 描述

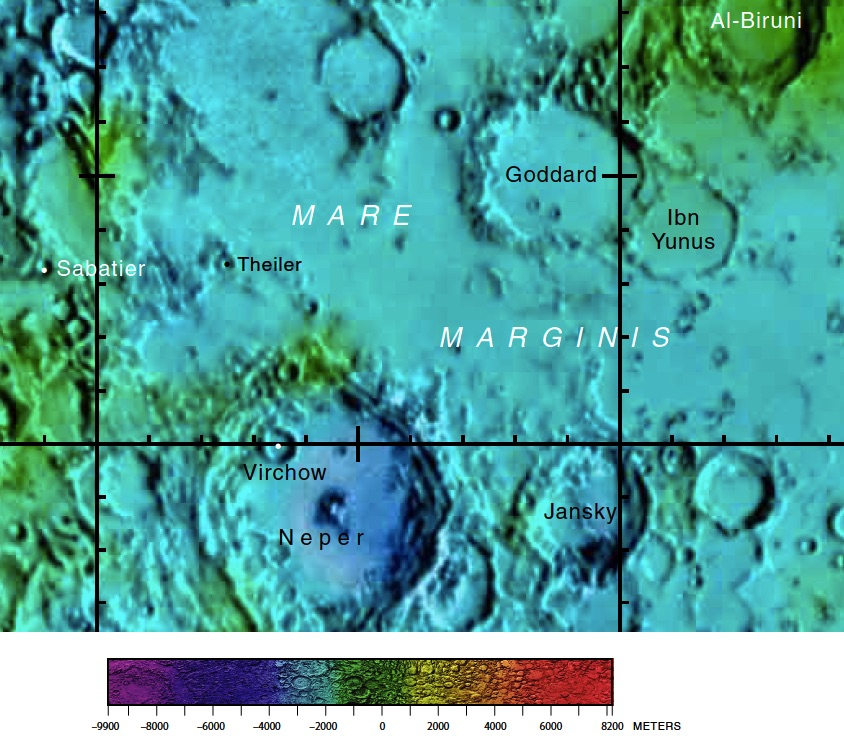
纳皮尔环形山的周边，月球正面区域详图。

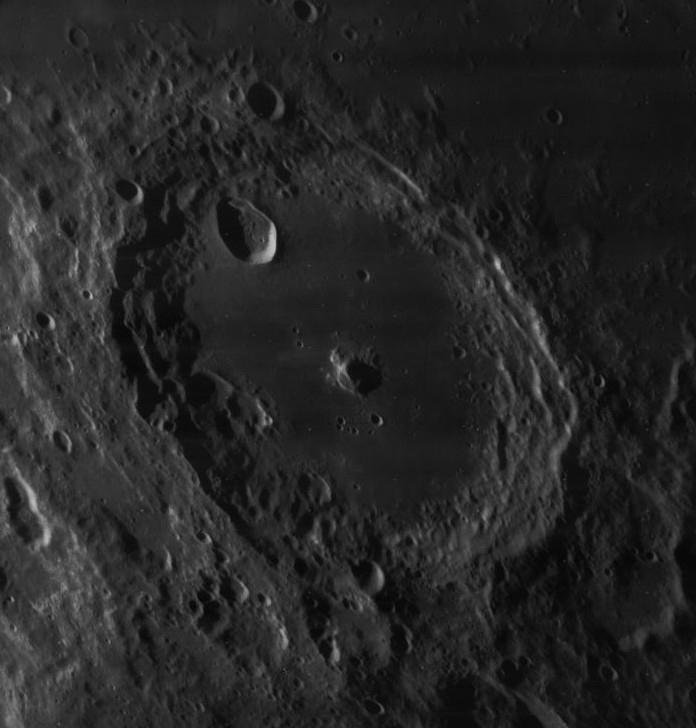
月球轨道器4号拍摄的斜视图

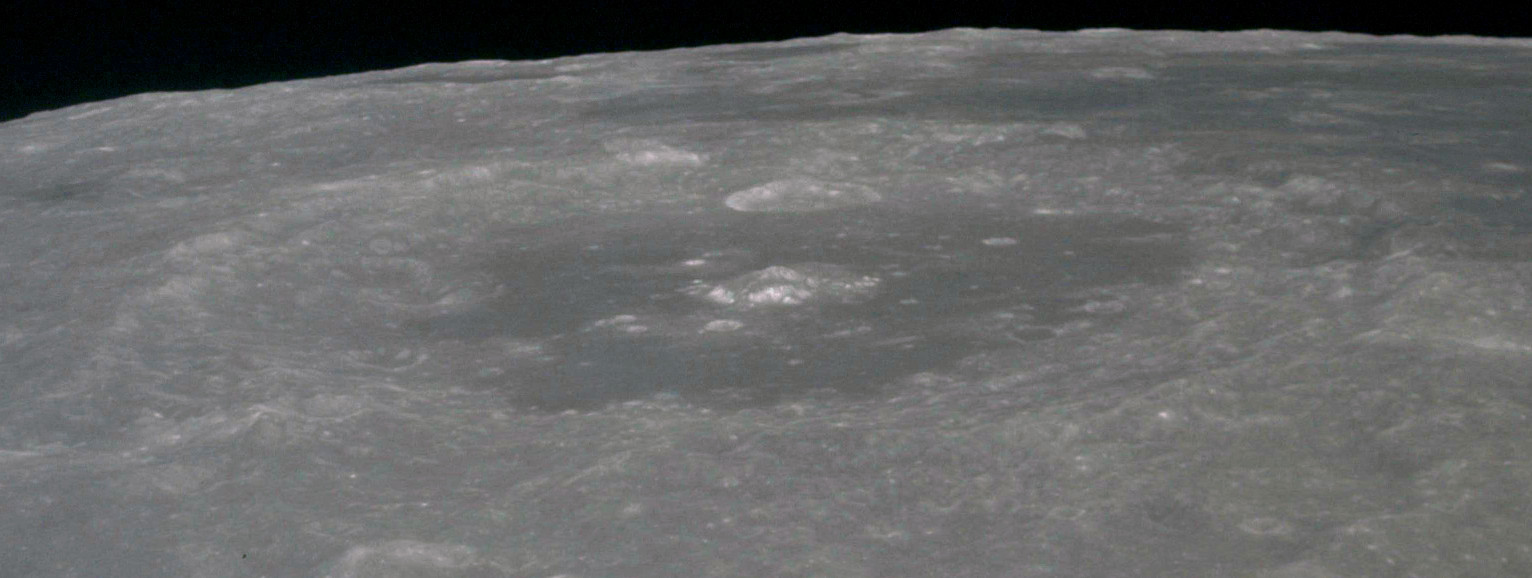
阿波罗10号拍摄的斜视图，面朝西北。

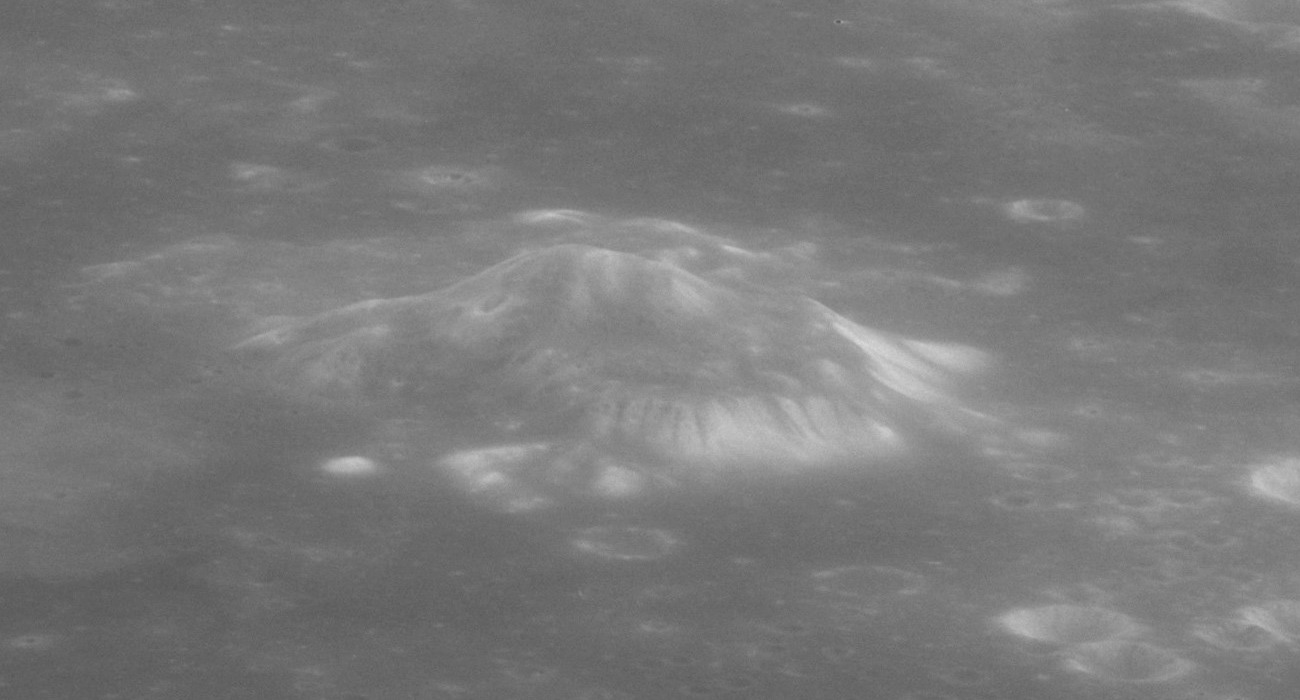
阿波罗11号拍摄的中央峰斜视图，面朝东北。

该陨坑西北和西北偏北分别毗邻小陨坑萨巴提和泰累尔、东北坐落了戈达德环形山和伊本·尤努斯环形山、央斯基环形山靠近它的东侧，它的西南侧与巴纳赫维奇环形山相接壤，而南面则是较小的塔基尼陨石坑，再往南则是史密斯海。该陨坑中心月面坐标为8°46′N 84°35′E / 8.76°N 84.58°E，直径144.32公里，深度约2.96公里。
纳皮尔环形山外观呈多边形状，已明显损毁，坑壁已被磨损挫低，南北二端几乎与周边地形等齐。陨坑内侧壁带有磨损的阶地状结构，坑壁最大高出周边地形1680米，内部容积约有23154公里3。碗状的坑底已被玄武岩熔岩淹没，表面幽暗而平坦，靠西北坐落了直径约19公里的菲尔绍陨石坑，中心点附近矗立着一座由钙长石(A)和含85-90%斜长石的辉长-苏长-橄长斜长岩(GNTA1)和含80-85%斜长石的辉长-苏长-橄长斜长岩(GNTA2)组成的大圆形中央峰，其中南半部高1000米，而北半部高约2000米。

## 卫星陨石坑
按惯例，最靠近纳皮尔环形山的卫星坑在月图上将在其中心点旁放置一字母来标注它们。
| 纳皮尔 | 纬度    | 经度    | 直径    |
| ------ | ------- | ------- | ------- |
| D      | 9.2° N  | 80.8° E | 40 公里 |
| H      | 10.4° N | 78.2° E | 9 公里  |
| Q      | 8.0° N  | 83.1° E | 12 公里 |

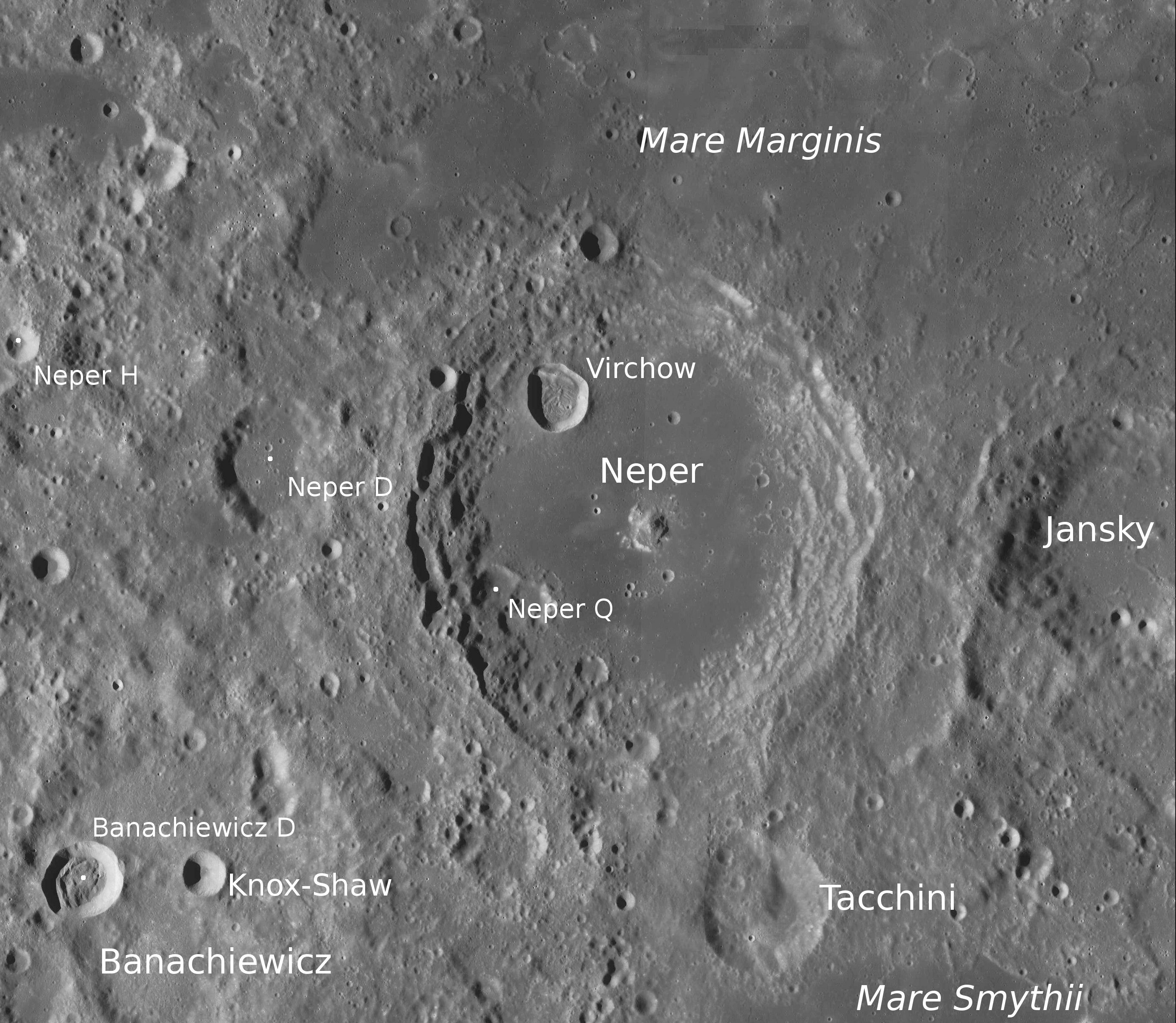
月球勘测轨道飞行器拍摄

- 卫星坑"纳皮尔 A"已在1964年被国际天文学联合会更名为杜比亚戈环形山；
- 卫星坑"纳皮尔 G"已在1979年被国际天文学联合会更名为菲尔绍陨石坑；
- 卫星坑"纳皮尔 K"已在1973年被国际天文学联合会更名为塔基尼陨石坑。

## 图集

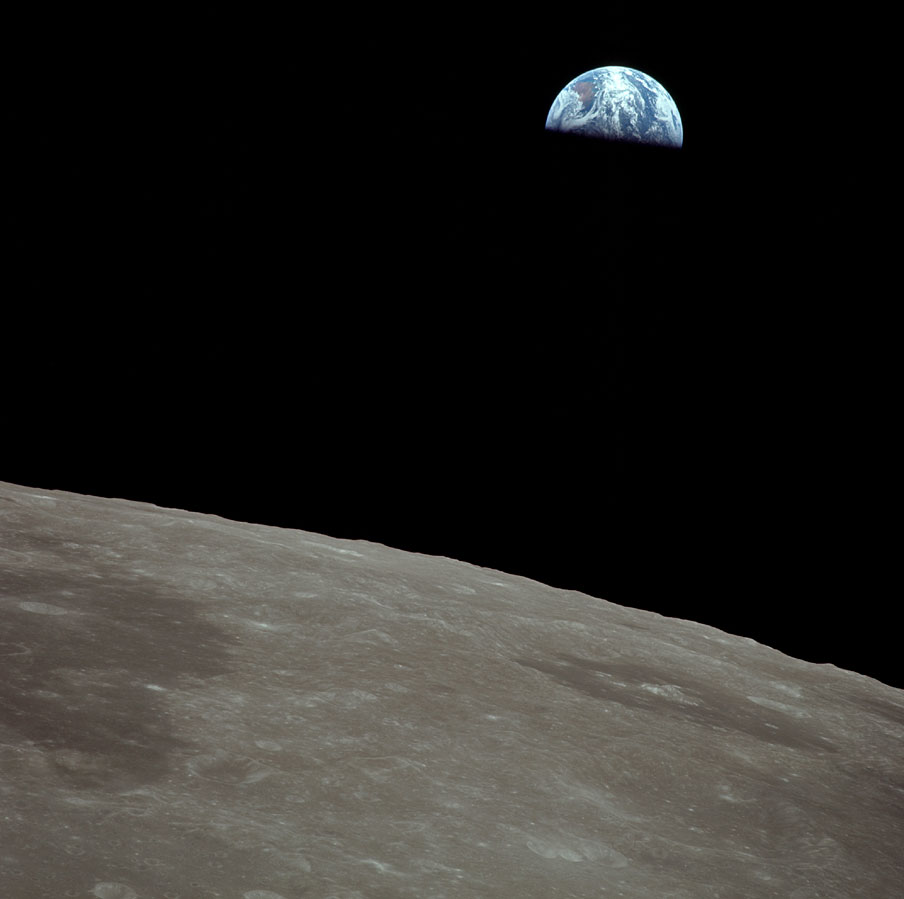
阿波罗11号拍摄的史密斯海(左)和纳皮尔环形山照片

## 另请参阅
- Gladstone-Millar, Lynne. . Edinburgh News. March 29, 2003  [2007-09-06]. （原始内容存档于2007-10-21）.

- Andersson, L. E.; Whitaker, E. A. . NASA RP-1097. 1982.
- Blue, Jennifer. . USGS. July 25, 2007  [2007-08-05]. （原始内容存档于2012-04-12）.
- Bussey, B.; Spudis, P. . New York: Cambridge University Press. 2004. ISBN 978-0-521-81528-4.
- Cocks, Elijah E.; Cocks, Josiah C. . Tudor Publishers. 1995. ISBN 978-0-936389-27-1.
- McDowell, Jonathan. . Jonathan's Space Report. July 15, 2007  [2007-10-24]. （原始内容存档于2012-02-08）.
- Menzel, D. H.; Minnaert, M.; Levin, B.; Dollfus, A.; Bell, B. . Space Science Reviews. 1971, 12 (2): 136–186. Bibcode:1971SSRv...12..136M. doi:10.1007/BF00171763.
- Moore, Patrick. . Sterling Publishing Co. 2001. ISBN 978-0-304-35469-6.
- Price, Fred W. . Cambridge University Press. 1988. ISBN 978-0-521-33500-3.
- Rükl, Antonín. . Kalmbach Books. 1990. ISBN 978-0-913135-17-4.
- Webb, Rev. T. W.  6th revised. Dover. 1962. ISBN 978-0-486-20917-3.
- Whitaker, Ewen A. . Cambridge University Press. 1999. ISBN 978-0-521-62248-6.
- Wlasuk, Peter T. . Springer. 2000. ISBN 978-1-85233-193-1.